# Lunds OK
Lunds OK är en orienteringsklubb i Lund. Klubben är störst i Skåne på ungdomssidan. Klubben bildades 1939. Har sedan 1995 sin klubbstuga i Dalby, vid badet.